# Villa Hernandarias
Villa Hernandarias är en ort i Argentina.   Den ligger i provinsen Entre Ríos, i den centrala delen av landet, 400 km norr om huvudstaden Buenos Aires. Villa Hernandarias ligger 55 meter över havet och antalet invånare är 5 375.
Terrängen runt Villa Hernandarias är platt. Runt Villa Hernandarias är det ganska tätbefolkat, med 60 invånare per kvadratkilometer.. Villa Hernandarias är det största samhället i trakten.
Trakten runt Villa Hernandarias består till största delen av jordbruksmark.